# AFC President's Cup 2009

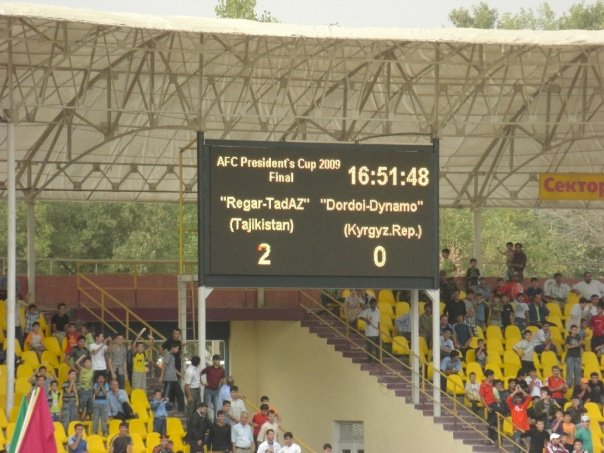
Scorebord met einduitslag finale in het Metallurgstadion in Tursunzoda

De AFC President's Cup 2009 was de vijfde editie van dit voetbaltoernooi voor clubs die als laagste geklasseerd stonden op de AFC rankinglijst.
Regar-TadAZ Tursunzoda uit Tadzjikistan werd voor derde keer winnaar van dit toernooi door, ook voor de derde keer, Dordoi-Dynamo Naryn uit Kirgizië in de finale met 2-0 te verslaan. Voor Dordoi-Dynamo Naryn was het de vijfde opeenvolgende deelname in de finale, zij wonnen de editie van 2006 en 2007.

## Deelname
Deelname aan het toernooi was voor clubs uit landen die vanwege hun positie in de ranking van AFC niet in aanmerking kwamen om in de AFC Champions League of de AFC Cup te spelen, maar wel is een vereiste dat die landen een acceptabele competitie hebben. De elf teams die dit jaar deelnamen werden in twee groepen van vier teams en één groep van drie teams verdeeld. Elke groep speelde zijn wedstrijden in één land.
De drie groepswinnaars en de beste nummer twee gingen door naar de halve finale.

## Groepsfase

### Groep A
Alle wedstrijden werden op 14, 16 en 18 mei in Kathmandu, Nepal gespeeld.
| # | Club                   | AW | W | G | V | PTN | V-T |
| - | ---------------------- | -- | - | - | - | --- | --- |
| 1 | Regar-TadAZ Tursunzoda | 3  | 1 | 2 | 0 | 5   | 5-3 |
| 2 | WAPDA FC               | 3  | 1 | 2 | 0 | 5   | 3-1 |
| 3 | Taipower               | 3  | 1 | 0 | 2 | 3   | 3-1 |
| 4 | Nepal Police Club      | 3  | 0 | 2 | 1 | 2   | 4-5 |

| Club                   | REG | WAP | TAI | NEP |
| ---------------------- | --- | --- | --- | --- |
| Regar-TadAZ Tursunzoda |     | 0-0 | 3-1 | 5-1 |
| WAPDA FC               |     |     | 3-1 | 0-0 |
| Taipower               |     |     |     | 3-2 |
| Nepal Police Club      |     |     |     |     |

### Groep B
Alle wedstrijden werden op 12, 14 en 16 mei in Dhaka, Bangladesh gespeeld.
| # | Club              | AW | W | G | V | PTN | V-T |
| - | ----------------- | -- | - | - | - | --- | --- |
| 1 | FC Aşgabat        | 2  | 1 | 1 | 0 | 4   | 5-1 |
| 2 | Abahani Ltd.      | 2  | 1 | 1 | 0 | 4   | 2-1 |
| 3 | Sri Lanka Army SC | 2  | 0 | 0 | 2 | 0   | 2-7 |

| Club              | ASQ | ABA | SRI |
| ----------------- | --- | --- | --- |
| FC Aşgabat        |     | 0-0 | 5-1 |
| Abahani Ltd.      |     |     | 2-1 |
| Sri Lanka Army SC |     |     |     |

### Groep C
Alle wedstrijden werden 0p 10, 12 en 14 juni in Bisjkek, Kirgizië gespeeld.
| # | Club                | AW | W | G | V | PTN | V-T  |
| - | ------------------- | -- | - | - | - | --- | ---- |
| 1 | Dordoi-Dynamo Naryn | 3  | 3 | 0 | 0 | 9   | 12-2 |
| 2 | Kan Baw Za          | 3  | 2 | 0 | 1 | 6   | 9-7  |
| 3 | Phnom Penh Crown    | 3  | 1 | 0 | 2 | 3   | 7-8  |
| 4 | Yeedzin FC          | 3  | 0 | 0 | 3 | 0   | 3-14 |

| Club                | DOR | KAN | PHN | YEE |
| ------------------- | --- | --- | --- | --- |
| Dordoi-Dynamo Naryn |     | 2-1 | 3-1 | 7-0 |
| Kan Baw Za          |     |     | 4-3 | 4-2 |
| Phnom Penh Crown    |     |     |     | 3-1 |
| Yeedzin FC          |     |     |     |     |

## Halve finale
Beide wedstrijden werden op 25 september in Tursunzoda, Tadzjikistan gespeeld.
| Club                   | Uitslag | Club       |
| ---------------------- | ------- | ---------- |
| Regar-TadAZ Tursunzoda | 4-3     | WAPDA FC   |
| Dordoi-Dynamo Naryn    | 2-1     | FC Aşgabat |

## Finale
De wedstrijd werd op 27 september in Tursunzoda, Tadzjikistan gespeeld.
| Club                   | Uitslag | Club                |
| ---------------------- | ------- | ------------------- |
| Regar-TadAZ Tursunzoda | 2-0     | Dordoi-Dynamo Naryn |

Seizoenen: 2005 · 2006 · 2007 · 2008 · 2009 · 2010 · 2011 · 2012 · 2013 · 2014